# Hey!
 (novembre 2020).
Pour les articles homonymes, voir Hey.
 (juillet 2017).
Si vous disposez d'ouvrages ou d'articles de référence ou si vous connaissez des sites web de qualité traitant du thème abordé ici, merci de compléter l'article en donnant les références utiles à sa vérifiabilité et en les liant à la section « Notes et références ».
Hey!, stylisé HEY! et sous-titré modern art & pop culture, est une revue trimestrielle française bilingue (français et anglais) fondée en 2010 et consacrée à l'art outsider pop.

## Description
Hey! modern art & pop culture est une revue trimestrielle créée par le duo Anne & Julien, et publiée par les éditions Ankama dans la collection du Label 619 depuis le 18 mars 2010. 
Elle est centrée sur l'art « outsider pop » de type lowbrow et la culture populaire par opposition à l'art élitiste. Elle présente aussi bien les arts graphiques, tels l'art urbain, l'illustration, le graphisme, la peinture, la bande dessinée, que d'autres formes d'art, dont la sculpture, le tatouage, la taxidermie et l'art du poster,.
Les créateurs de Hey!, décrivent la publication de leur revue comme « un acte fort de protestation en direction des esprits favorisant le cloisonnage et le dogme esthétique. Hey! laisse la parole aux autodidactes, aux déviants, aux pratiques singulières, aux activistes, à la marge [...] reversant les valeurs établies du beau, du laid, du bon et du mauvais goût ». 

### Fondation
Hey! modern art & pop culture est né sous l’initiative d’un couple : Anne & Julien Deflisques). Travaillant en binôme depuis les années 1980, ils ont fréquenté le milieu punk ainsi que le milieu du cirque. 
Au cours des années 1980, ils ont créé une structure nomade « L'Hydre de l’Art » avec laquelle ils ont monté des spectacles de rue, puis ont fondé en 1990 une galerie d'art du même nom dans Paris (fermée depuis)[réf. souhaitée].
En 2004, ils conçoivent l'exposition Moebius vs Miyazaki, au musée de la Monnaie de Paris, en partenariat avec la galerie parisienne Arludik. La même année, ils sont commissaires de l'exposition Tatoueurs, tatoués au Musée du quai Branly.
Le titre « Hey! » implique l’idée de vouloir attirer l'attention par un appel ou une prise de parole.

## Expositions

### Hey! modern art & pop culture
Du 15 septembre 2011 au 4 mars 2012, HEY! s'est associé au musée de la Halle Saint-Pierre pour l'exposition Hey! modern art & pop culture qui a accueilli environ 65 000 visiteurs[réf. nécessaire],. On[Qui ?] pouvait également noter quelques thèmes récurrents comme l’enfance, le corps, la mort, le cauchemar ou encore le sexe.
Une seconde exposition nommée Hey! Modern art & pop culture / Part II s'est déroulée dans le même espace, du 25 janvier et 23 août 2013 et a accueilli environ 85 000 visiteurs[réf. nécessaire].
Du 18 septembre 2015 au 13 mars 2016 est présentée l'exposition troisième du nom [réf. nécessaire].

### Tatoueurs, Tatoués
L'exposition Tatoueurs, tatoués installée au Musée du quai Branly du 6 mai 2014 au 18 octobre 2015 a accueilli plus de 700 000 visiteurs.

## Équipe
Anne et Julien sont les cofondateurs de la revue Hey! La première en est la rédactrice en chef et la directrice artistique et est directrice de Hey! SAS. Elle dirige le projet Hey! modern art & pop culture depuis 2010 et est l’auteure de l’ensemble des projets de commissariat d’exposition. Le second est conseiller à la rédaction, responsable de la stratégie de développement. Zoé Forget travaille pour Hey! depuis septembre 2011. Elle est chargée de projet et de développement.